# MIDIval Punditz
MIDIval Punditz es un grupo musical de fusión de la India, formada por dos músicos en Delhi,como Gaurav Raina y Tapan Raj. Sus canciones normalmente cuentan con  instrumentos tradicionales de la India, como el dhol, tumbi, sarod, santoor, dholak, tanpura, tabla, surbahar, swarmandal, sarangi, sitar y bansuri. También cuentan con otros instrumentos más modernos, como el sintetizador y la caja de ritmos. Han trabajado con reconocidos artistas como  Shankar Ehsaan Loy, Anoushka Shankar, Kailash Kher, Karsh Kale, Ustad Sultan Khan, Tabla Beat Science, Vishal Vaid y Angaraag Mahanta, un popular cantante del grupo Assam.

## Discografía

### Álbumes
- MIDIval Punditz (2002)
- Let's Enjoy (OST)   (2004)
- MIDIval Times (2005)
- MIDIval PunditZ Remixed (2007)
- Hello Hello (2009)

### EP
- Rebirth- EP (2005)
- Ali- EP (2005)